# 奇沃
奇沃（義大利語：Civo），是意大利松德里奥省的一个市镇。总面积25平方公里，人口1084人，人口密度43.4人/平方公里（2009年）。国家统计（ISTAT）代码为014022。